# Byt społeczny
Byt społeczny – podstawowe oraz jedno z najważniejszych pojęć filozofii marksistowskiej. Pojęcie to wprowadził Karol Marks, aby oznaczało całokształt warunków materialnych i życia społecznego danego człowieka, którego cele i zadania są determinowane przez warunki ich własnego bytu społecznego. Do
tych warunków, w których ludzie żyją i działają, należą przede 
wszystkim:
położenie geograficzne, klimat, bogactwa naturalne, warunki uprawy itp.
stosunki ludnościowe, gęstość zaludnienia, tempo przyrostu naturalnego 
itp.
sposób produkcji dóbr naturalnych stanowiących połączenie dwóch 
elementów: sił wytwórczych i stosunków produkcji. W społecznym procesie 
produkcji dóbr materialnych pozostają dwa rodzaje stosunków: stosunki 
między człowiekiem a przyrodą wyrażające się w działaniach zmierzających
do przekształcenia przyrody i wykorzystania jej do swoich potrzeb oraz 
stosunki między ludźmi kształtujące się w momencie wytwarzania i wymiany
dóbr materialnych. Te dwa rodzaje stosunków stanowią podstawę istnienia
społeczeństwa i życia społecznego. György Lukács uważał, że w byt społeczny jest wpisana świadomość. Natomiast inni uważali, iż świadomość jest odbiciem bytu społecznego.